# Grammotheleaceae
Grammotheleaceae is een botanische naam, voor een familie van schimmels. De soorten uit deze geslachten uit deze familie zijn allemaal naar andere families heringedeeld.